# Drognitz
Drognitz – miejscowość i gmina w Niemczech, w kraju związkowym Turyngia, w powiecie Saalfeld-Rudolstadt.
Niektóre zadania administracyjne gminy realizowane są przez gminę Kaulsdorf, która pełni rolę "gminy realizującej" (niem. "erfüllende Gemeinde").